# 20 (singolo The Sun)
20 è un singolo del gruppo musicale italiano The Sun, pubblicato l'8 dicembre 2020 in concomitanza con l'uscita dell'omonima raccolta.

## Descrizione
La canzone è stata composta per celebrare i vent'anni di attività della band, formatasi il 4 dicembre 1997, 20 raccoglie i sentimenti e le emozioni che il cantante prova ripercorrendo la carriera del gruppo e le relazioni umane tra i componenti, rivissute con nuove consapevolezza e maturità.

## Tracce
Testi e musiche di Francesco Lorenzi.
1. 20 – 4:20

## Video musicale
Il videoclip, diretto da Silvia Dalle Carbonare e Luca Donazzan, è stato pubblicato l'8 dicembre 2017 e mostra filmati e foto di concerti e momenti della vita della band dal 1997 al 2017.

## Formazione
- Francesco "The President" Lorenzi – voce, chitarra
- Riccardo "Trash" Rossi – batteria
- Matteo "Lemma" Reghelin – basso, cori
- Gianluca "Boston" Menegozzo – chitarra, cori
- Andrea "Cherry" Cerato – chitarra, cori